# Fiona Dolman
Fiona Dolman (Findhorn, 30 gennaio 1970) è un'attrice britannica.

## Filmografia parziale

### Cinema
- Ways to Live Forever, regia di Gustavo Ron (2010)

### Televisione
- Ultraviolet - serie TV, 6 episodi (1998)
- Heartbeat - serie TV, 54 episodi (1998-2001)
- The Royal Today - serie TV, 48 episodi (2008)
- Paradox - miniserie TV, un episodio (2009)
- L'ispettore Barnaby (Midsomer Murders) - serie TV, 58 episodi (1998-2023)